# HMS Vigilant (S30)
HMS Vigilant es el tercer submarino de la clase Vanguard de la Marina Real británica. El HMS Vigilant lleva el misil balístico Trident, parte principal del sistema nuclear Trident, el elemento de disuasión nuclear del Reino Unido.

## Carta de último recurso
Peter Hennessy visitó el Vigilant para el programa Today en BBC Radio 4 en 2007. Informó que hay una caja fuerte gris en la sala de control que tiene una caja de seguridad interior que solo el comandante y el oficial ejecutivo pueden abrir. En esa caja hay una carta del actual Primer Ministro del Reino Unido, la última carta de recurso, que contiene orientación y órdenes a seguir en caso de que el Reino Unido sea atacado con armas nucleares.

## Construcción
El Vigilant fue construido en Barrow-in-Furness por Vickers Shipbuilding and Engineering Ltd (ahora BAE Systems Submarine Solutions), se lanzó en octubre de 1995 y se puso en marcha en noviembre de 1996.
La Marina francesa también tiene un SSBN en servicio llamado Vigilant (clase Le Triomphant).

## Características generales
- Desplazamiento: 16,000 toneladas sumergidas

- Propulsión: Reactor Rolls-Royce PWR2, dos turbinas GEC, eje único, propulsor a chorro de la bomba
- Energía eléctrica: dos generadores diesel Paxman, dos turbogeneradores WH Allen
- Velocidad: 25 nudos (46 km / h) sumergidos Complemento: 14 oficiales, 121 hombres
- Armamento estratégico: 16 misiles balísticos Lockheed Trident II D5
- Armamento defensivo: cuatro tubos de torpedos de 533 mm (21 pulgadas), torpedos Spearfish